# Penka Metodieva
Penka Metodieva (cirílico:Пенка Методиева) (Pernik, 12 de março de 1952) é uma ex-basquetebolista búlgara que conquistou a Medalha de Prata disputada nos XXII Jogos Olímpicos de Verão realizados em 1980 na cidade de Moscovo, União Soviética e a Medalha de Bronze nos XXI Jogos Olímpicos de Verão realizados em 1976 em Montreal, Canadá.